# 海星 (ミサイル)
SSM-700K 海星（朝鮮語: 해성 미사일、英: Hae Seong）は、韓国で開発された艦対艦ミサイル。

## 概要
韓国海軍では、1970年代の白鴎型ミサイル艇で艦対空ミサイルの転用型であるRGM-66Dスタンダード艦対艦ミサイルを装備化したのち、後期型ではハープーンを搭載した。また1980年代の浦項級コルベットでは、初期型ではエグゾセMM38を搭載していたが、後期型ではやはりハープーンを搭載しており、以後、1990年代までに建造された全ての水上戦闘艦で標準的な装備となった。
1990年代半ばより、国防科学研究所（ADD）において、艦対艦ミサイルの国産化が着手された。2003年に試射に成功し、2006年に就役した李舜臣級駆逐艦4番艦「王建」（DDH-978）より装備化された。またハープーン搭載艦にも換装によって搭載されるとみられている。
なお、初期型の欠陥を改正した改良型として、SSM-760Kが開発されているという情報もある。
2016年3月、護衛艦江原（仁川級フリゲート）から発射した海星1発が墜落し、後日、国会国防委員会所属の国会議員から追及を受けた。

## 搭載艦艇
- 李舜臣級駆逐艦（4番艦以降）
- 世宗大王級駆逐艦
- 仁川級フリゲート
- 大邱級フリゲート
- 犬鷲型ミサイル艇
- ホセ・リサール級フリゲート